# Cameroun aux Jeux olympiques d'hiver de 2002
Le Cameroun était représenté par 1 seul athlète aux Jeux olympiques d'hiver de 2002 à Salt Lake City (États-Unis).

## Ski de fond
- 15 km classique hommes : Isaac Menyoli : 45:40.3 (83e sur 83)
- 1,5 km sprint hommes : Isaac Menyoli - 4:10.07 (67e sur 71)